# Recoropha eisenbergeri
Recoropha eisenbergeri là một loài bướm đêm trong họ Noctuidae.